# Stuart Webbs (Filmreihe)
Stuart Webbs war eine Krimi-Serie der Produzenten Joe May (bis 1914) und Ernst Reicher, die zwischen Herbst 1913 und Herbst 1929 entstand.

## Geschichte
Die Rolle des Stuart Webbs spielten Ernst Reicher und je einmal Fritz Greiner, Ralph Clancy und Karl Ludwig Diehl. Regie führte Joe May selber, aber auch die Regisseure Adolf Gärtner, Johannes Guter, Max Obal, Robert Wiene, Franz Seitz senior, Lupu Pick, Rudolf Meinert und Ernst Reicher selbst waren beteiligt. Von einigen Filmen sind zudem die Regisseure unbekannt. Stuart Webbs war ein Gentleman-Detektiv nach dem Vorbild von Sherlock Holmes, der smart und elegant auch schwierigste Fälle löste. Während des gesamten Ersten Weltkrieges war diese Kunstfigur beim deutschen Kinopublikum beliebt. Bis 1921 wurden regelmäßig Webbs-Abenteuer gedreht, seitdem entstanden die einzelnen Folgen der Reihe, nunmehr produziert von der ebenfalls in München beheimateten Emelka, in unregelmäßigen Abständen. 1926 wurde ein Remake von Das Panzergewölbe, erneut mit Reicher in der Titelrolle, hergestellt. Es sollte sein letzter Einsatz als der smarte Detektiv werden. Zwei Nachzügler waren 1929 die späten Stummfilme Das grüne Monokel mit Ralph Clancy und Masken mit Karl Ludwig Diehl jeweils als Webbs.
Zu der Entstehungsgeschichte der Reihe schrieb Oskar Kalbus 1935: „Im Jahre 1913 drehte der Regisseur Joe May einen Film, in dem eine Reihe aufstrebender Schauspieler beschäftigt war. Einer von ihnen hieß Ernst Reicher. Reicher, der in England das Verbrecherviertel Whitechapel studiert und dort einen Kriminalisten kennengelernt hatte, dessen Scharfsinn er immer wieder bewundern mußte, schlug eines Tages vor, ein Abenteuer jenes Privatdetektives zu verfilmen. Er taufte den Helden des Filmes Stuart Webbs, und so entstand der erste Detektivfilm „Die geheimnisvolle Villa“. Was niemand erwartete, traf ein. Dieser Film machte das bis dahin größte Geschäft, das man sich denken konnte. Überall, wo er erschien, im Inland und im Ausland, stand das Publikum an den Kassen der Lichtspieltheater Schlange. Es dauerte nicht lange, das wurde der zweite Stuart-Webbs-Film gedreht, dann der dritte, der vierte, der zwanzigste. Ernst Reicher hat wohl an 40–50 Filme gedreht, in denen er „Stuart Webbs“ war, jener liebenswürdige, chevalereske, hochintellektuelle, sportlich durchtrainierte Detektiv, der seine vornehmste Aufgabe im unermüdlichen Dienst an der Gerechtigkeit sah.“
Eine ähnliche Filmreihe war die mit dem Protagonisten Joe Jenkins, zudem gab es die Filmreihen zu Holmes selber: Sherlock Holmes (Filmreihe, 1912) und Sherlock Holmes (Filmreihe, 1917).

## Filme
| Jahr | Seriennummer | Titel                                                             | Regisseur       | Darsteller        |
| ---- | ------------ | ----------------------------------------------------------------- | --------------- | ----------------- |
| 1914 | I.           | Die geheimnisvolle Villa                                          | Joe May         | Ernst Reicher     |
| 1914 | II.          | Der Mann im Keller                                                | Joe May         | Ernst Reicher     |
| 1914 | III.         | Der Spuk im Hause des Professors                                  | Joe May         | Ernst Reicher     |
| 1914 | —            | Das Panzergewölbe                                                 | Joe May         | Ernst Reicher     |
| 1915 | V.           | Der gestreifte Domino                                             | Adolf Gärtner   | Ernst Reicher     |
| 1915 | VI.          | Die Toten erwachen                                                | Adolf Gärtner   | Ernst Reicher     |
| 1915 | —            | Eines Mannes Schatten                                             | Ernst Reicher   | Ernst Reicher     |
| 1915 | VII.         | Das Mitternachtsschiff                                            | Adolf Gärtner   | Ernst Reicher     |
| 1916 | VIII.        | Der Brieföffner                                                   | Adolf Gärtner   | Ernst Reicher     |
| 1916 | IX.          | Der Amateur                                                       | Ernst Reicher   | Ernst Reicher     |
| 1916 | X./XI.       | Der Hilferuf                                                      | Adolf Gärtner   | Ernst Reicher     |
| 1917 | XI.          | Stuart Webbs: Die Reise ins Jenseits                              | Adolf Gärtner   | Ernst Reicher     |
| 1916 | XIII.        | Gräfin de Castro                                                  | Adolf Gärtner   | Ernst Reicher     |
| 1916 | XIII.        | Die Peitsche                                                      | Adolf Gärtner   | Ernst Reicher     |
| 1917 | XIV.         | Die Senatorwahl                                                   | unbekannt       | Ernst Reicher     |
| 1917 | XV.          | Das Lichtsignal                                                   | unbekannt       | Ernst Reicher     |
| 1917 | XVI.         | Die Pagode                                                        | Ernst Reicher   | Ernst Reicher     |
| 1917 | XVII.        | Das treibende Floß                                                | unbekannt       | Ernst Reicher     |
| 1917 | XVIII.       | Der Todesstern                                                    | unbekannt       | Ernst Reicher     |
| 1917 | XIX.         | Die Diamantenstiftung                                             | Johannes Guter  | Ernst Reicher     |
| 1918 | XX.          | Der rätselhafte Blick                                             | Johannes Guter  | Ernst Reicher     |
| 1918 | XXI.         | Die Geisterjagd                                                   | Johannes Guter  | Ernst Reicher     |
| 1918 | XXII.        | Der Eisenbahnmarder                                               | Johannes Guter  | Ernst Reicher     |
| 1918 | XXV./XXIII.  | Der Teufelswalzer                                                 | Johannes Guter  | Ernst Reicher     |
| 1918 | XXIV.        | Der Stier von Saldanha                                            | Johannes Guter  | Ernst Reicher     |
| 1918 | XXV.         | Der Stellvertreter                                                | unbekannt       | Ernst Reicher     |
| 1918 | —            | Die geheimnisvollen Briefe                                        | unbekannt       | Ernst Reicher     |
| 1918 | —            | Das gestohlene Modell                                             | Max Obal        | Ernst Reicher     |
| 1919 | XXVI.        | Die Launen des Glücks                                             | Ernst Reicher   | Ernst Reicher     |
| 1919 | —            | Die Brüder von Sankt Parasitus                                    | Max Obal        | Ernst Reicher     |
| 1919 | —            | Das Schloß am Abhang                                              | unbekannt       | Ernst Reicher     |
| 1920 | —            | Die graue Elster                                                  | unbekannt       | Ernst Reicher     |
| 1920 | —            | Der Schrecken im Hause Ardon                                      | Robert Wiene    | Fritz Greiner     |
| 1920 | —            | Der Sprung ins Dunkle                                             | Ernst Reicher   | Ernst Reicher     |
| 1920 | —            | George Bully und Stuart Webbs                                     | Max Obal        | Ernst Reicher     |
| 1921 | —            | Das Rattenloch                                                    | Max Obal        | Ernst Reicher     |
| 1921 | —            | Erlebnisse Stuart Webbs: Der Meisterdetektiv in seinen Abenteuern | —               | Ernst Reicher     |
| 1923 | —            | Im letzten Augenblick                                             | Ernst Reicher   | Ernst Reicher     |
| 1924 | —            | Die Perlen des Dr. Talmadge                                       | Max Obal        | Ernst Reicher     |
| 1924 | —            | Die malayische Dschonke                                           | Max Obal        | Ernst Reicher     |
| 1925 | —            | Das Geheimnis auf Schloß Elmshöh                                  | Max Obal        | Ernst Reicher     |
| 1925 | —            | Das Parfüm der Mrs. Worrington                                    | Franz Seitz sr. | Ernst Reicher     |
| 1925 | —            | Der Schuß im Pavillon                                             | Max Obal        | Ernst Reicher     |
| 1925 | —            | Das Geheimnis einer Stunde                                        | Max Obal        | Ernst Reicher     |
| 1926 | —            | Das Panzergewölbe                                                 | Lupu Pick       | Ernst Reicher     |
| 1929 | —            | Das grüne Monokel                                                 | Rudolf Meinert  | Ralph Clancy      |
| 1930 | —            | Masken                                                            | Rudolf Meinert  | Karl Ludwig Diehl |